# Sacamantecas (película)
Sacamantecas es una película española de género Thriller dirigida por David Pérez Sañudo y protagonizada por Antonio de la Torre y Patricia López Arnaiz, la película está inspirada en el asesino Juan Díaz de Garayo.

## Sinopsis
Álava, finales del siglo XIX: mientras la III Guerra Carlista agoniza, varias mujeres aparecen estranguladas en las afueras de Vitoria. Ángela Berrosteguieta (Patricia López Arnaiz), hermana de una de las víctimas, llega en busca de justicia, decidida a demostrar que Juan Díaz de Garayo (Antonio de la Torre), un campesino analfabeto, es el responsable de los crímenes. Sin embargo, Pío Pinedo (Josean Bengoetxea), jefe de los alguaciles, se enfrenta a la falta de recursos en tiempos de guerra y a la presión de las autoridades, que prefieren ocultar la creciente ola de asesinatos.

## Reparto
- Antonio de la Torre como Juan Díaz de Garayo
- Jon Viar como Sheriff
- Patricia López Arnaiz como Ángela Berrosteguieta
- Eneko Sagardoy como Esteban
- Josean Bengoetxea como Pío Fernández de Pinedo
- Urko Olazabal como Don Asensio
- Luis Callejo
- Fernando Albizu
- Iñigo de la Iglesia
- Haizea Carneros